# 古迪亚
古迪亚是马耳他南部地区的市镇及村庄。市镇面积为2.3平方公里，2019年人口数量为3,184人。该村位处瓦莱塔以南的一片高地之上。
古迪亚拥有数个学校、俱乐部、公共园地和娱乐场所，馬耳他國際機場也在附近。